# Nineteenth-Century Short Title Catalogue
Der Nineteenth-Century Short Title Catalogue (NSTC) ist eine bibliographische Online-Datenbank, die englischsprachige Titel aus dem 19. Jahrhundert bis zum Ende des Ersten Weltkriegs erfasst. Das erklärte Ziel ist die Katalogisierung aller Druckwerke, welche in Großbritannien, den britischen Kolonien und den Vereinigten Staaten im Zeitraum von 1801 bis 1919 erschienen sind. Zusätzlich werden auch sämtliche englische Werke, die in anderen Ländern veröffentlicht wurden, sowie Übersetzungen aus dem Englischen in andere Sprachen aufgenommen. 
Der NSTC ist ein Meta-Katalog, der auf die Verzeichnisse mehrerer Schlüsselbibliotheken zurückgreift, namentlich der British Library, der Kongressbibliothek, der Schottischen Nationalbibliothek, der Harvard University Library, der Bodleian Library, der Bibliothek des Trinity College, der Universitätsbibliothek Cambridge und der von Newcastle. 
Im Mai 2012 umfasste der NSTC rund 1,2 Mio. Einträge. Das Projekt gilt als besonders ambitioniert, da die Einführung dampfgetriebener Schnellpressen und der rasche technische Fortschritt damals die Druckkapazitäten vervielfachte und die Buchproduktion im Erfassungszeitraum in ungeahnte Höhen schnellen ließ.
Die vorhergehende Publikationsphase von der Aufnahme des Buchdrucks durch den Engländer William Caxton 1473 bis zum Jahr 1800 wird durch den English Short Title Catalogue abgedeckt.